# Erkki Euranto
Erkki Kaarlo Euranto (till 1935 Engman), född 16 november 1926 i Åbo, död 25 oktober 1993, var en finländsk kemist.
Euranto blev student 1945, filosofie kandidat 1950, filosofie magister 1951, filosofie licentiat 1956 och filosofie doktor 1960. Han var assistent i kemi 1948–1961, docent i kemi 1960–1962, biträdande professor 1962–1970, tillförordnad professor i fysikalisk kemi 1962–1963 och professor i organisk kemi 1971–1991, allt vid Åbo universitet. Han skrev bland annat The Kinetics of the Hydrolysis of α-Halogenoalkyl Esters (akademisk avhandling, 1959). 